# قائمة إصدارات الطوابع البريدية في عدن (1951 1959)
عَدَن تعني موطن ومقام للسفن وكلمة عدن تعني أقام بالمكان فكلمة «عادن» تعني مقيم ويقال «عدن البلد» أي توطن البلد. وهي مدينة يمنية تقع على ساحل خليج عدن وبحر العرب في جنوب البلاد، وهي العاصمة الاقتصادية لليمن، وثاني أهم مدينة يمنية بعد صنعاء، شهدت عدن أحداثاً تاريخية هامة، وعرفت بأنها عين اليمن. المدينة في بدايتها شبه جزيرة صغيرة بلا موارد طبيعية تذكر ولكن موقعها بين مصر والهند جعلها ذات شأن مهم في طريق التجارة العالمية القديم. احتلت بريطانيا مدينة عدن في يناير 1839، وبقيام ثورة 14 أكتوبر عام 1963، أعلنت بريطانيا أنها ستخرج من عدن عام 1968.

## إصدارات الطوابع البريدية عام 1951
خلال الاحتلال البريطاني لعدن أصدر الملك جورج السادس إصدارات مختلفة من الطوابع البريدية عام 1951 بعملات جديدة (سنت وشلن).
| # | الرمز | العملة |
| - | ----- | ------ |
| 1 | C     | سنت    |
| 2 | S     | شلن    |

| دليل الطوابع             | المختصر (الرمز) |
| ------------------------ | --------------- |
| دليل ميشيل للطوابع       | Mi              |
| دليل سكوت للطوابع        | Sn              |
| دليل إيفرت وتيلييه       | Yt              |
| دليل طوابع ستانلي جيبونز | Sg              |

صدرت الطوابع بالفئات التالية:
- 5 سنت
- 10 سنت
- 15 سنت
- 20 سنت
- 30 سنت
- 50 سنت
- 70 سنت
- 1 شلن
- 2 شلن
- 5 شلن
- 10 شلن

| رموز دليل الطوابع | صورة الطابع | الوصف | تاريخ طرحه للتداول | القيمة |
| ----------------- | ----------- | --- | ------------------ | ------ |
| Mi: AD 37         |             | يظهر على الطابع صورة الملك جورج السادس وصورة ميناء عدن. لون الطابع أزرق فاتح. حالة الطابع مثقب.                                                               | 1 أكتوبر 1951      | 5 سنت  |
| Mi: AD 38         |             | يظهر على الطابع صورة الملك جورج السادس وصورة مسجد العيدروس. لون الطابع بني داكن. حالة الطابع مثقب.                                                            | 1 أكتوبر 1951      | 10 سنت |
| Mi: AD 39         |             | يظهر على الطابع صورة الملك جورج السادس و مدينة المكلا. لون الطابع ياقوتي العميق. حالة الطابع مثقب.                                                            | 1 أكتوبر 1951      | 15 سنت |
| Mi: AD 40         |             | يظهر على طابع صورة الملك جورج السادس وسفينة الاحتلال البريطاني في ميناء عدن. لون الطابع بُني داكن/ قرمزي. حالة الطابع مثقب.                                    | 1 أكتوبر 1951      | 20 سنت |
| Mi: AD 41         |             | يظهر على طابع صورة الملك جورج السادس وسفينة الاحتلال البريطاني في ميناء عدن. لون الطابع احمر برتقالي. حالة الطابع مثقب.                                       | 1 أكتوبر 1951      | 30 سنت |
| Mi: AD 42         |             | يظهر على طابع صورة الملك جورج السادس وسفينة الاحتلال البريطاني في ميناء عدن. لون الطابع احمر برتقالي. حالة الطابع مثقب.                                       | 1 أكتوبر 1951      | 50 سنت |
| Mi: AD 43         |             | يظهر على طابع صورة الملك جورج السادس وسفينة الاحتلال البريطاني رسمها الضابط راندال في ميناء عدن. لون الطابع ازرق فاتح/ بني داكن. حالة الطابع مثقب.            | 1 أكتوبر 1951      | 70 سنت |
| Mi: AD 44         |             | يظهر على الطابع صورة الملك جورج السادس وصورة الداو العدني, وهي سفينة شراعية عربية تقليدية ذات شراع مثلث واحد أو أكثر. لون الطابع اخضر مصفر. حالة الطابع مثقب. | 1 أكتوبر 1951      | 1 شلن  |
| Mi: AD 45         |             | يظهر على الطابع صورة الملك جورج السادس وصورة ميناء عدن. لون الطابع ارجواني عميق/ ازرق واسود. حالة الطابع مثقب.                                                | 1 أكتوبر 1951      | 2 شلن  |
| Mi: AD 46         |             | يظهر على الطابع صورة الملك جورج السادس وصورة جندي يمتطي جملًا من فيلق الجمال العدني، الجمل العربي. لون الطابع بني محمر/ زيتوني عميق. حالة الطابع مثقب.         | 1 أكتوبر 1951      | 5 شلن  |
| Mi: AD 47         |             | يظهر على طابع صورة الملك جورج السادس وسفينة الاحتلال البريطاني رسمها الضابط راندال في ميناء عدن. لون الطابع بنفسجي/ بني داكن. حالة الطابع مثقب.               | 1 أكتوبر 1951      | 10 شلن |

### إصدارات الطوابع البريدية عام 1953
إليزابيث هي الابنة الأولى للملك جورج السادس (لاحقا الملك جورج السادس)، وقرينته إليزابيث، دوقة يورك (لاحقا الملكة إليزابيث). والدها هو الابنُ الثاني للملك جورج الخامس والملكة ماري، أقيم لحفل في موعده المُحدد له في دير وستمنستر كما هو مُرتب له 2 يونيو 1953م. باستثناء التصوير والعرض، ولأول مرة على شاشات التليفزيون، صدرت عدة إصدارات لطوابع بريدية منذ تتويج الملكة اليزابيث الثانية ملكة لبريطانيا، ابرزها الطابع الذي يظهر علية صورة الدَّهْو أو الداو وهي سفينة شراعية عربية تقليدية ذات شراع مثلث واحد أو أكثر تُستخدم بشكل أساسي على سواحل بحر العرب وشرق إفريقيا ويتكون طاقم الدهو من 12 فرد بينما تحمل الأحجام الأكبر من طواقم مكونه من 30 فرد.
وطابع منارة عدن، وهي أحد أبرز المعالم التاريخية بالمدينة، تحولت منذ عقود إلى أيقونة عدن ورمز معبر عن المدينة يفيد كثير من المؤرخين بأن تشييد منارة عدن يعود إلى حوالي 1200 عام، وأنها كانت منارة ومئذنةً لمسجد قديم تهدم، كان يطلق عليه "جامع عدن". واختلف المؤرخون في هوية الدولة أو الحاكم الذي أمر ببناء جامع كهذا، كانت المنارة جزءا أصيلًا ولافتًا منه.
كما ظهرت صورة الجمال العربية على الطوابع البريدية الجمل العربي (الاسم العلمي:Camelus dromedarius) حيوان ضخم يُعرف بأسماء عديدة منها الجمل وحيد السنام، البعير العربي، الإبل العربية، والهجين في بعض الأحيان. لا يُعرف على وجه التحديد الموطن الأصلي للجمل العربي البرّي ولكن يُحتمل بأن يكون شبه الجزيرة العربية. يفترض البعض أن اسم الجمل العربي في الإنجليزية: Dromedary (تنقحر إلى درومادري)، يترجم في العربية «هجين»، يستعمل لوصف جمال السباق فقط (تشتق كلمة «درومادري» من اليونانية بمعنى الركض) أما في العربية فإن وصف هجين يطلق أصلا على تلك الجمال. يُطلق لقب اخر على هذه الحيوانات هو «سفينة الصحراء»، بسبب النظر إليها منذ القدم على أنها الوسيلة الأفضل التي يسافر الأنسان عبر الصحراء بواسطتها.
طابع مدينة كريتر أو كريتر هو الاسم غير الرسمي لمديرية صيرة في محافظة عدن في اليمن. يستخدم السكان في محافظة عدن صيرة، عدن، وكريتر بشكل شائع للإشارة إلى نفس المديرية. بلغ عدد سكانها 76723 نسمة عام 2004. كريتر تعني فوهة البركان وأطلق عليها هذا الاسم بعد الاحتلال البريطاني.
وطابع طواحين الملح وهي من اقدم الصناعات التي تشتهر بها عدن, تعود بداياتها الأولى إلى عام 1886 عند تأسيس أول شركة لإنتاج الملح بعدن، خلال الاحتلال البريطاني للمدينة،
| رموز دليل الطوابع | صورة الطابع | الوصف | تاريخ طرحه للتداول | القيمة | كمية الاصدار |
| ----------------- | ----------- | --- | ------------------ | ------ | ------------ |
| Mi: AD 49         |             | يظهر على الطابع صورة الملكة اليزابيث الثانية ومنارة عدن. لون الطابع اخضر مصفر. حالة الطابع مثقب.                                                                  | 15 يونيو 1953      | 5 سنت  | 171,300      |
| Mi: AD 50         |             | صورة الملكة اليزابيث الثانية والجمال العربية. لون الطابع برتقالي. حالة الطابع مثقب.                                                                               | 15 يونيو 1953      | 10 سنت | 171,300      |
| Mi: AD 48         |             | صورة الملكة اليزابيث الثانية. لون الطابع اسود واخضر. حالة الطابع مثقب.                                                                                            | 2 يونيو 1953       | 15 سنت | 511,710      |
| Mi: AD 51         |             | صورة الملكة اليزابيث ومدينة كريتر. لون الطابع ازرق مخضر. حالة الطابع مثقب.                                                                                        | 15 يونيو 1953      | 15 سنت | 171,300      |
| Mi: AD 52         |             | يظهر على الطابع صورة الملكة اليزابيث الثانية وصورة مسجد عدن. لون الطابع قرمزي الاحمر. حالة الطابع مثقب.                                                           | 15 يونيو 1953      | 25 سنت | 1,000,000    |
| Mi:AD 53          |             | يظهر على الطابع صورة الملكة اليزابيث الثانية وصورة الداو العدني, سفينة شراعية عربية تقليدية ذات شراع مثلث واحد أو أكثر. لون الطابع ياقوتي عميق. حالة الطابع مثقب. | 15 يونيو 1953      | 35 سنت | 171,300      |
| Mi: AD 54         |             | يظهر على الطابع خريطة شبه الجزيرة العربية وتحديدًا عدن. لون الطابع ازرق باهت. حالة الطابع مثقب.                                                                    | 15 يونيو 1953      | 50 سنت | 171,300      |
| Mi: AD 55         |             | صورة الملكة اليزابيث الثانية و صورة طاحونة الملح في عدن. لون الطابع بني مع رمادي. حالة الطابع مثقب.                                                               | 15 يونيو 1953      | 70 سنت | 171,300      |
| Mi: AD 56         |             | صورة الملكة اليزابيث الثانية و صناعة الداو. لون الطابع البنفسجي المحمر\| بني داكن. حالة الطابع مثقب.                                                              | 15 يونيو 1953      | 1 شلن  | 10,000       |
| Mi: AD 57         |             | صورة الملكة اليزابيث الثانية وجندي من قوات محمية عدن على جمل عربي. لون الطابع بني داكن/ وردي قرمزي. حالة الطابع مثقب.                                             | 15 يونيو 1953      | 2 شلن  | 70,000       |
| Mi: AD 58,        |             | صورة الملكة اليزابيث وممر كريتر اشهر ممر جبلي في عدن. لون الطابع بني داكن/ زرقاء باهت. حالة الطابع مثقب.                                                          | 15 يونيو 1953      | 5 شلن  | 171,300      |
| Mi: AD 59         |             | صورة الملكة اليزابيث الثانية ورجل من القبائل. لون الطابع زيتوني وبني داكن. حالة الطابع مثقب.                                                                      | 15 يونيو 1953      | 10 شلن | 10,000       |
| Mi:AD 60          |             | صورة الملكة اليزابيث الثانية وعدن في عام 1572. لون الطابع ارجواني محمر/ بني داكن. حالة الطابع مثقب.                                                               | 15 يونيو 1953      | 20 شلن | 1,000,000    |

### إصدارات الطوابع البريدية عام 1954
| رموز دليل الطوابع | صورة الطابع | الوصف | تاريخ طرحه للتداول | القيمة | كمية الاصدار |
| ----------------- | ----------- | --- | ------------------ | ------ | ------------ |
| Mi: AD 61         |             | صورة الملكة اليزابيث الثانية ومبنى الداو نقش عليه الزيارة الملكية عام 1954. لون الطابع البنفسجي المحمر\| بني داكن. حالة الطابع مثقب. | 27 ابريل 1954      | 1 شلن  | 333,216      |
| Mi: AD 73         |             | صورة الملكة اليزابيث وصورة رجل من القبائل. لون الطابع أسود \| برونزي - أخضر. حالة الطابع مثقب.                                       | 20 سبتمبر 1954     | 10 شلن | 10,000       |
| Mi: AD 68A        |             | صورة الملكة اليزابيث الثانية وطاحونة الملح في عدن. صون الطابع أسود. حالة الطابع مثقب.                                                | 20 سبتمبر 1954     | 70 سنت | 10,000       |

### إصدارات الطوابع البريدية عام 1955
| رموز دليل الطوابع | صورة الطابع | الوصف | تاريخ طرحه للتداول | القيمة | كمية الاصدار |
| ----------------- | ----------- | --- | ------------------ | ------ | ------------ |
| Mi: AD 62A        |             | صورة الملكة اليزابيث الثانية ومنارة عدن. لون الطابع اخضر مزرق. حالة الطابع مثقب.                           | 1 يونيو 1955       | 5 سنت  | 10,000       |
| Mi: AD 63         |             | صورة الملكة اليزابيث الثانية والجمال العربية. لون الطابع قرمزي. حالة الطابع مثقب.                          | 1 فبراير 1955      | 10 سنت | 10,000       |
| Mi: AD 67A        |             | صورة الملكة اليزابيث الثانية وخريطة شبه الجزيرة العربية محددة عدن. لون الطابع ازرق داكن. حالة الطابع مثقب. | 1 يوليو 1955       | 50 سنت | 10,000       |
| Mi: AD 69         |             | صورة الملكة اليزابيث الثانية ومبنى الداو. لون الطابع اسود/ بنفسجي. حالة الطابع مثقب.                       | 1 يوليو 1955       | 1 شلن  | 10,000       |

### إصدارات الطوابع البريدية عام 1956
| رموز دليل الطوابع | صورة الطابع | الوصف | تاريخ طرحه للتداول | القيمة             | كمية الاصدار |
| ----------------- | ----------- | --- | ------------------ | ------------------ | ------------ |
| Mi: AD 62C        |             | صورة الملكة اليزابيث الثانية ومنارة عدن. لون الطابع ازرق مخضر. حالة الطابع مثقب.                                        | 12 أبريل 1956      | 5 سنت              | 10,000       |
| Mi: AD 65         |             | صورة الملكة اليزابيث ومسجد عدن. لون الطابع وردي احمر غامق. حالة الطابع مثقب.                                            | 15 مارس 1956       | 25 سنت             | 10,000       |
| Mi: AD 67C        |             | صورة الملكة اليزابيث الثانية وخريطة شبه الجزيرة العربية بالتحديد عدن. لون الطابع الازرق العميق. حالة الطابع مثقب.       | 12 أبريل 1956      | 50 سنت             | 10,000       |
| Mi: AD 68C        |             | صورة الملكة اليزابيث وطاحونة الملح في عدن. لون الطابع أسود. حالة الطابع مثقب.                                           | 12 أبريل 1956      | 70 سنت             | 10,000       |
| Mi:AD 70          |             | صورة الملكة اليزابيث الثانية وشعار المستعمرة الذي يتضمن قارب الداو. لون الطابع ازرق فاتح/ رمادي اسود. حالة الطابع مثقب. | 16 يوليو 1956      | 1٫25 شلن / 125 سنت | 10,000       |
| Mi: AD 71         |             | صورة الملكة اليزابيث الثانية وجندي من قوات محمية عدن على جمل عربي. لون الطابع اسود/ قرمزي احمر. حالة الطابع مثقب.       | 1 مارس 1956        | 2 شلن              | 70,000       |
| Mi: AD 72         |             | صورة الملكة اليزابيث وممر كريتر اشهر ممر جبلي في عدن. لون الطابع أزرق داكن/ اسود. حالة الطابع مثقب.                     | 11 أبريل 1956      | 5 شلن              | 171,300      |

### إصدارات الطوابع البريدية عام 1957
لعام 1957 إصدار واحد فقط بفئة (20 شلن)
| رموز دليل الطوابع | صورة الطابع | الوصف                                                                                                | تاريخ طرحه للتداول | القيمة | كمية الاصدار |
| ----------------- | ----------- | --- | ------------------ | ------ | ------------ |
| Mi: AD 74         |             | صورة الملكة اليزابيث الثانية وعدن في عام 1572. لون الطابع ارجواني فاتح عميق/ أسود. حالة الطابع مثقب. | 7 يناير 1967       | 20 شلن | 171,300      |

### إصدارات الطوابع البريدية عام 1958
لعام 1958 إصدار واحد بفئة (35 سنت), تسلسل الطابع حسب دليل سكوت للطوابع.
| رموز دليل الطوابع | صورة الطابع | الوصف | تاريخ طرحه للتداول | القيمة | كمية الاصدار |
| ----------------- | ----------- | --- | ------------------ | ------ | ------------ |
| Sn: AD 52a        |             | يظهر على الطابع صورة الملكة اليزابيث الثانية وصورة الداو العدني, سفينة شراعية عربية تقليدية ذات شراع مثلث واحد أو أكثر. لون الطابع أزرق العميق. حالة الطابع مثقب. | 15 اكتوبر 1958     | 35 سنت | 10,000       |

### إصدارات الطوابع البريدية عام 1959
لعام 1959 أربعة إصدارات بالفئات التالية:
- 15 سنت
- 35 سنت
- 1٫25 شلن/ 125سنت

| رموز دليل الطوابع | صورة الطابع | الوصف | تاريخ طرحه للتداول | القيمة            | كمية الاصدار |
| ----------------- | ----------- | --- | ------------------ | ----------------- | ------------ |
| Mi: AD 64         |             | صورة الملكة اليزابيث ومدينة كريتر. لون الطابع رمادي مخضر. حالة الطابع مثقب.                                                                                           | 26 أبريل 1959      | 15 سنت            | 10,000       |
| Mi: AD 75         |             | صورة الملكة اليزابيث ومدينة كريتر مطبوع عليها تعديل الدستور 1959. لون الطابع الاردواز الأخضر. حالة الطابع مثقب.                                                       | 26 يناير 1959      | 15 سنت            | 169,870      |
| Mi: AD 66         |             | يظهر على الطابع صورة الملكة اليزابيث الثانية وصورة الداو العدني, سفينة شراعية عربية تقليدية ذات شراع مثلث واحد أو أكثر. لون الطابع الأزرق البنفسجي. حالة الطابع مثقب. | 17 فبراير 1959     | 35 سنت            | 1,160,000    |
| Mi: AD 76         |             | صورة الملكة اليزابيث الثانية وشعار المستعمرة الذي يتضمن قارب الداو مطبوع عليه تعديل الدستور 1050. لون الطابع أزرق فاتح/ رمادي أسود. حالة الطابع مثقب.                 | 26 يناير 1959      | 1٫25 شلن/ 125 سنت | 134,865      |

#### أنظر أيضًا
- طابع بريدي
- تاريخ اليمن
- قائمة إصدارات الطوابع البريدية في عدن (1937-1939)